# 胡利奥·塞萨尔·拉克鲁斯
胡利奥·塞萨尔·拉克鲁斯（西班牙語：Julio César La Cruz，1989年8月11日—），古巴男子拳击运动员。他曾代表古巴参加2012年、2016年和2020年夏季奥林匹克运动会拳击比赛，获得二枚金牌。